# Nomismia rhomboidea
Nomismia rhomboidea là một loài thực vật có hoa trong họ Đậu. Loài này được (Benth.) Pedley mô tả khoa học đầu tiên.